# Veress Péter
Veress Péter (Gyimesközéplok, 1928. június 1. –) magyar közgazdász, politikus.

## Életpályája
1939-től a csíkszeredai római katolikus gimnáziumban tanult; 1947-ben érettségizett. 1947-ben Nagyváradra ment; a Teológiai Főiskolán tanult tovább. 1947-ben felvették a Közgazdasági Egyetemre. 1947 őszén belépett a Kommunista Pártba. 1950-ben elvégezte az Üzemgazdasági és Külkereskedelmi Főiskolát. 1950–1958 között a külkereskedelemben dolgozott. 1955-ben az Államközi Főosztály osztályvezetője lett. 1956-ban a Forradalmi Bizottság tagjává választották. 1958–1960 között a damaszkuszi, 1960–1962 között a tel-avivi kereskedelmi kirendeltség vezetője volt. 1962–1971 között a Külkereskedelmi Minisztérium főosztályvezető-helyettese, majd főosztályvezetője volt. 1964–1966 között pártfőiskolát végzett. 1971–1974 között külkereskedelmi miniszter-helyettesként tevékenykedett. 1974–1979 között párizsi nagykövet volt. 1979. március 30. és 1987. december 16. között külkereskedelmi miniszter volt a Lázár- és a Grósz-kormányban. 1980–1988 között az MSZMP Központi Bizottságának tagja volt. 1987–1988 között kormánybiztosként dolgozott. 1988–1989 között a Minisztertanács Tanácsadó Testületének titkára volt. 1989–1990 között a Világgazdaság Tanácsadó Testület tagja volt. 1990-től a Magyar-Román Társaság ügyvezető elnöke. 1991-től külkereskedelmi szakközépiskolai tanár.

## Családja
Szülei: Veress György (1901–1940) és Molnár Erzsébet voltak. 1954-ben házasságot kötött Schwarcz Erzsébettel (1929-)

## Művei
- Nemzetközi gazdasági kapcsolatok (tankönyv)
- Enterprise and Foreign Trade